# Mattenbohne
Die Mattenbohne (Vigna aconitifolia) ist eine Pflanzenart aus der Gattung Vigna in der Unterfamilie der Schmetterlingsblütler (Faboideae) innerhalb der Familie der Hülsenfrüchtler (Fabaceae). Diese Nutzpflanze wird vielseitig verwendet.

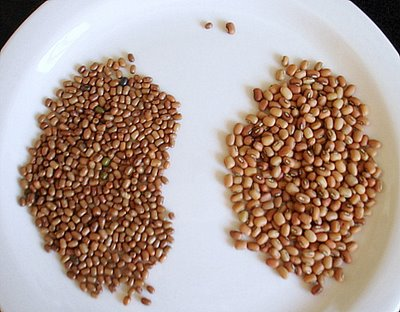
Samen der Mattenbohne (Vigna aconitifolia)

## Trivialnamen
Die Mattenbohne ist nahe verwandt zu einer Reihe anderer „Bohnen“ genannter Feldfrüchte, insbesondere zur Mungbohne und zur Urdbohne.
Im deutschen Sprachraum sind auch die Bezeichnungen Mottenbohne und Mückenbohne gebräuchlich. Der Name geht auf die Bezeichnung dieser Art im Hindi zurück: मोठ moṭh (Aussprache: moːʈʰ), und hat nichts mit Matten oder Motten zu tun.

## Geschichte
Die Mattenbohne wird seit mindestens 2000 Jahren auf dem indischen Subkontinent angebaut, von wo aus sie sich unter anderem nach China verbreitet hat.

## Beschreibung

### Vegetative Merkmale
Die Mattenbohne ist eine einjährige krautige Pflanze mit Wuchshöhen von etwa 20 Zentimetern und sie bedecken eine Fläche mit Durchmessern von 1 bis 2 Metern. Die aufrechten bis kriechenden, kantigen Stängel besitzen steife, gelbe, ausgebreitete Haare (Trichome).
Die wechselständig angeordneten Laubblätter sind in Blattstiel und Blattspreite gegliedert. Der flaumig behaarte Blattstiel ist 3,5 bis 8,5 Zentimeter lang. Die dreiteiligen Blattspreite besteht auf 3,5 bis 6,0 Zentimeter langen Teilblätter, die meist geteilt sind. Das obere Ende der Blattlappen der Teilblätter ist spitz. Die Unter- und Oberseite der Teilblätter ist behaart. Die Nebenblättchen  der Teilblätter sind 4 bis 6 Millimeter lang. Die Nebenblätter sind 5 bis 10 Millimeter lang.

### Generative Merkmale
Der seitenständigen, 1,5 bis 6,0 Zentimeter lange Blütenstandsschaft ist gelblich behaart. Die flaumig behaarten Tragblätter etwa 4,0 Millimeter lang. Der traubige Blütenstand enthält mehrere Blüten. Der Blütenstiel ist etwa 1 Millimeter lang.
Die zwittrigen Blüten sind zygomorph und fünfzählig mit doppelter Blütenhülle. Der etwa 2,5 Millimeter lange, spärlich behaarte Kelch endet in fünf etwa 1 Millimeter langen Kelchzähnen. Die fünf Kronblätter sind gelb. Die Fahne ist 4,5 bis 5,0 Millimeter lang.
Die etwa 3,5 bis 6,5 Zentimeter langen und 4 bis 5 Millimeter breiten Hülsenfrüchte sind anfangs filzig behaart, aber werden schon bald kahl; sie enthalten meist fünf bis sieben, selten bis zu acht Samen. Die bei einer Länge von bis zu 5 Millimetern sowie einem Durchmesser von etwa 3 Millimetern nieren- oder walzenförmigen Samen sind häufig hellbraun gesprenkelt, können aber auch andere Farben aufweisen.
Die Chromosomenzahl beträgt 2n = 22.

## Nutzung
Die Mattenbohne ist eine sehr anspruchslose und sehr trockenheitsverträgliche Nutzpflanze, benötigt aber warmes Klima. Sie ist daher eine geeignete Pflanzenart für den Anbau in den indischen Steppengebieten. Sie kann auch noch bei sehr wenig Wasserversorgung Samen entwickeln und kann durch ihre Wuchsform Bodenerosion verhindern. Sie verträgt noch einen gewissen Salzgehalt und saure oder alkalische Böden. Der Anbau dieser Leguminose erfolgt in Indien gewöhnlich ohne Einsatz von Dünger.
Die Verwendungsmöglichkeiten entsprechen ungefähr denen der Urdbohne und der Mungbohne. Man kann die frischen Hülsen, die frischen oder getrockneten Bohnen und die rohen Keimlinge verwenden. Mattenbohnen können für Dal genommen werden und sind somit in der indischen Küche ein Grundnahrungsmittel anstelle von Urd- oder Mungbohnen. Aus den Bohnen wird ein Mehl gewonnen, das in der indischen Küche vielfältig verwendet wird. Die eingeweichten und dann frittierten Samen dienen als Snack. Die Samen enthalten ungefähr 22–24 % Protein und sind daher eine gute Proteinquelle. Alle oberirdischen Pflanzenteile werden auch als Tierfutter genutzt.

## Taxonomie
Die Erstveröffentlichung erfolgte 1768 durch Nikolaus Joseph von Jacquin unter dem Namen (Basionym) Phaseolus aconitifolius in Observationum Botanicarum, Band 3, S. 2–3, Tafel 52. Die Neukombination zu Vigna aconitifolia (Jacq.) Maréchal wurde 1969 durch Robert Joseph Jean-Marie Maréchal in Données cytologiques sur les espèces de la sous-tribu des Papilionaceae-Phaseoleae-Phaseolinae. in Bulletin du Jardin Botanique National de Belgique, Band 39, Nr. 2, S. 160 veröffentlicht. Ein Homonym für Vigna aconitifolia (Jacq.) Maréchal ist Phaseolus aconitifolius Roxb. Das Artepitheton aconitifolia bedeutet „eisenhutblättrig“ und bezieht sich auf die handförmigen Blattspreiten, die mit ihren lanzettlichen Blattabschnitten an die der Eisenhut-Arten (Aconitum) erinnern. Weitere Synonyme für Vigna aconitifolia (Jacq.) Maréchal sind: Dolichos dissectus Lam., Phaseolus palmatus Forssk., Vigna aconitifolia (Jacq.) Verdc.